# جوزف راواناک
جوزف راواناک (انگلیسی: Joseph Ravannack; ۱۹ مارس ۱۸۷۸ – ۱۰ اکتبر ۱۹۱۰) قایقران روئینگ اهل ایالات متحده آمریکا بود.